# Miedary
Miedary est une localité polonaise de la gmina de Zbrosławice, située dans le powiat de Tarnowskie Góry en voïvodie de Silésie.

## Histoire
Miedar fait partie de l'arrondissement de Tarnowitz jusqu'en 1922. En 1936, la localité est rebaptisée Immenwald. Jusqu'en 1945, la localité se trouve dans l'arrondissement de Beuthen-Tarnowitz.